# 陳毅維
陳毅維（チェン・イーウェイ、Chen Yi-wei、1987年3月27日 - ）は、中華民国・高雄市出身の同国代表プロサッカー選手。ポジションはDF。現在は台湾・インターシティフットボールリーグの台湾電力足球隊に所属している。

## 人物
国立台湾体育学院を卒業後、2011年に台湾電力足球隊へ加入。AFCプレジデンツカップ2011ではプロ1年目で決勝戦に出場、クラブの台湾初となる国際タイトルの獲得に貢献した。
国立台湾体育学院にいた当時、日本の中京大学において陳柏良とともに練習生として参加したことがある。

## 所属クラブ
- 台湾電力足球隊 2011-